# 江阴农村商业银行
江苏江陰農村商業銀行股份有限公司（深交所：002807，简称：江阴银行）是中國一家農村商業銀行，前身是江陰市農村信用合作社聯合社。
目前在江苏省，以及贵州省遵义仁怀市设有支行。并发起成立五家苏南村镇银行。

## 历史

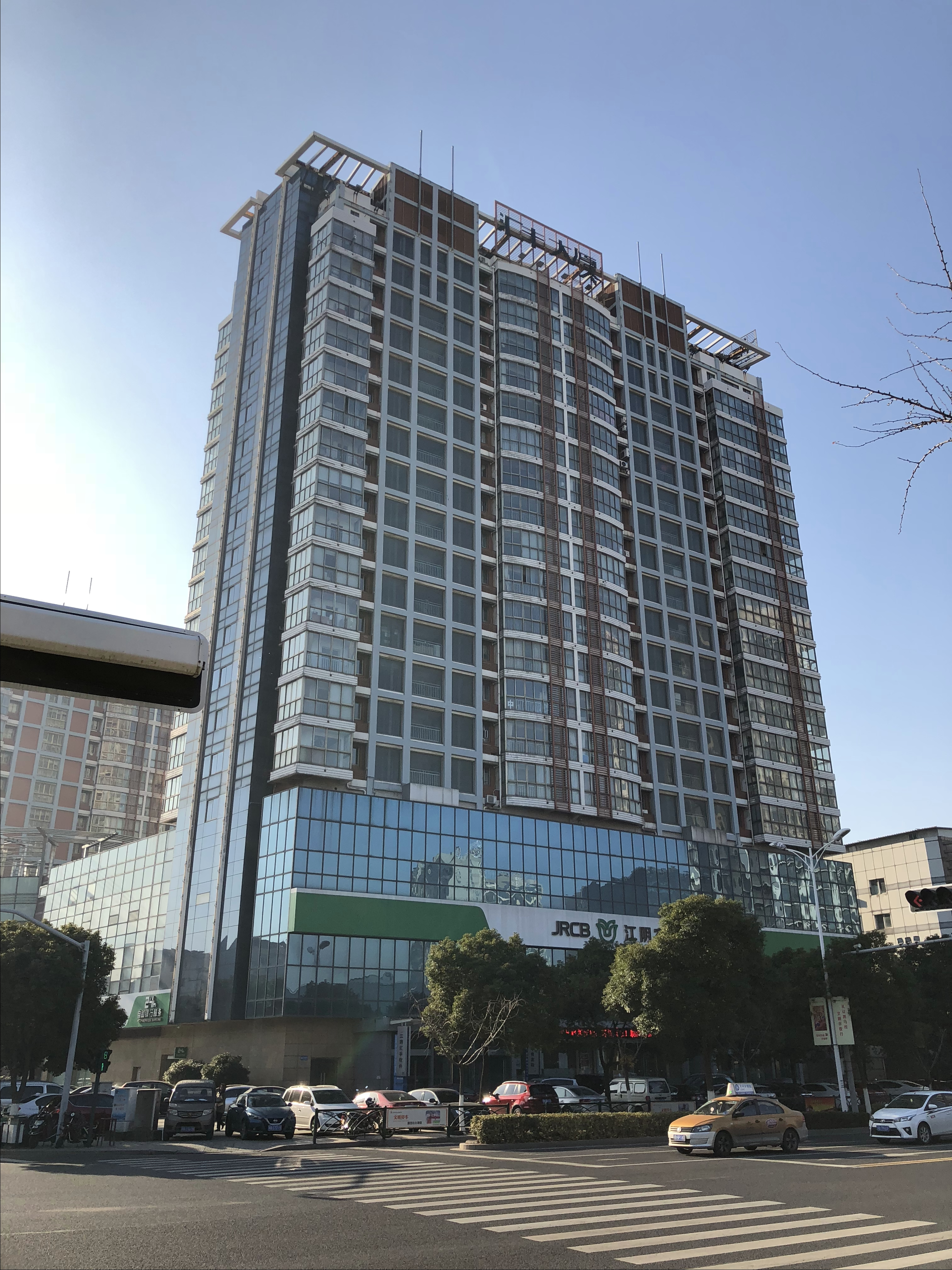
江阴农商银行一家支行

2000年，江陰市農村信用合作社聯合社和31家乡镇农村信用合作社合併。2001年11月，江陰市農村信用合作社聯合社籌備改制為江陰農村商业銀行股份有限公司。
2016年9月2日，江陰農村商業銀行在深圳證券交易所中小板上市，發行價為4.64元。2017年2月，江陰農村商業銀行暴涨115.94%，收盘价为21.4元

## 外部連結
- 江陰農村商業銀行 （页面存档备份，存于）